# Challenger de Nanchang 2014
El ATP Challenger China International – Nanchang 2014 fue un torneo de tenis profesional jugado en canchas de pista dura. Se disputó la 1ª edición del torneo que formó parte del circuito ATP Challenger Tour 2014. Se llevó a cabo en Nanchang, China entre el 23 y el 29 de junio de 2014.

## Jugadores participantes del cuadro de individuales

### Cabezas de serie
| País                                  | Jugador               | Ranking1 | N.º |
| ------------------------------------- | --------------------- | -------- | --- |
| Bandera de Japón                      | Go Soeda              | 100      | 1   |
| Bandera de Eslovenia                  | Blaž Kavčič           | 122      | 2   |
| Bandera de Rusia                      | Alexander Kudryavtsev | 169      | 3   |
| Bandera de la República Popular China | Zhang Ze              | 189      | 4   |
| Bandera de la República Popular China | Di Wu                 | 240      | 5   |
| Bandera de Rusia                      | Valeri Rudnev         | 249      | 6   |
| Bandera de Francia                    | Josselin Ouanna       | 264      | 7   |
| Bandera de Corea del Sur              | Hyeon Chung           | 268      | 8   |

- 1 Se ha tomado en cuenta el ranking del día 16 de junio de 2014.

### Otros participantes
Los siguientes jugadores recibieron una invitación (wild card), por lo tanto ingresan directamente al cuadro principal (WC):
- Bai Yan
- Liu Siyu
- Ning Yuqing
- Te Rigele

Los siguientes jugadores ingresan al cuadro principal tras disputar el cuadro clasificatorio (Q):
- Kento Takeuchi
- Mikhail Ledovskikh
- Ryan Agar
- Chuhan Wang

## Jugadores participantes en el cuadro de dobles

### Cabezas de serie
| País                    | Jugador      | País                                  | Jugador         | Ranking1 | N.º |
| ----------------------- | ------------ | ------------------------------------- | --------------- | -------- | --- |
| Bandera de China Taipéi | Ti Chen      | Bandera de China Taipéi               | Hsien-yin Peng  | 306      | 1   |
| Bandera de Australia    | Jordan Kerr  | Bandera de Francia                    | Fabrice Martin  | 373      | 2   |
| Bandera de China Taipéi | Hsin-han Lee | Bandera de la República Popular China | Ze Zhang        | 427      | 3   |
| Bandera de Australia    | Ryan Agar    | Bandera de China Taipéi               | Liang-chi Huang | 502      | 4   |

- 1 Se ha tomado en cuenta el ranking del día 16 de junio de 2014.

## Campeones

### Individual Masculino
- Go Soeda derrotó en la final a  Blaž Kavčič por 3-6, 2-6, 7-63.

### Dobles Masculino
- Ti Chen /  Hsien-yin Peng derrotaron en la final a  Jordan Kerr /  Fabrice Martin por 6-3, 2-6, 12-10.